# Уолкотт, Кешорн
Кешорн (Кеши) Уолкотт (англ. Keshorn "Keshie" Walcott, род. 2 апреля 1993 года) — копьеметатель Тринидада и Тобаго, олимпийский чемпион 2012 года с национальным рекордом 84,58 м, бронзовый призёр Олимпийских игр 2016 года. Он является третьим олимпийским чемпионом страны за всю историю выступлений. На чемпионате мира среди юношей 2009 года занял 13-е место в квалификации и не смог выйти в финал, чемпион мира среди юниоров 2012 года.
22 июня 2013 года на своём внедорожнике Kia Sportage попал в автомобильную аварию, в которой он отделался лёгкими ушибами.
5 августа 2016 года нёс флаг Тринидада и Тобаго на церемонии открытия летних Олимпийских игр в Рио-де-Жанейро.

## Достижения
- 7-е место на Панамериканских играх 2011 года — 75,77 м
- Серебро на Играх Содружества 2014 — 82,67 м (национальный рекорд в квалификации — 85,28 м)
- Золото на Панамериканских играх 2015 года — 83,27 м
- Серебро на Панамериканских играх 2019 года — 83,55 м